# Paul Viebig

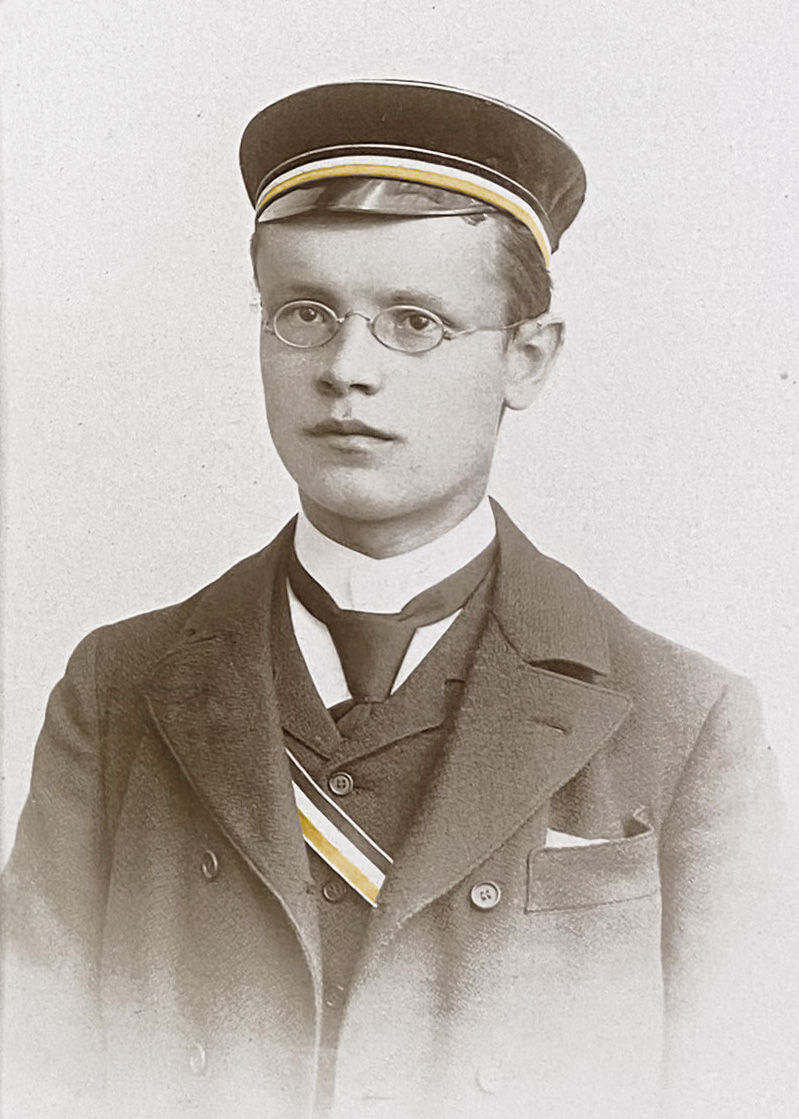
Paul Viebig als Student in Greifswald

Gustav Paul Viebig (* 24. September 1876 in Lipin (Kreis Kolmar); † 7. August 1940 in Bad Wildungen) war ein deutscher evangelisch-lutherischer Pfarrer, Kirchenrat und als wichtiges Mitglied des schlesischen Pfarrernotbundes im kirchlichen Widerstand gegen den Nationalsozialismus in Deutschland aktiv.

## Leben
Paul Viebig kam am 24. September 1876 als Sohn des Lehrers Karl Ludwig Viebig und Wilhelmine Viebig in Lipin im Kreis Kolmar in Posen zur Welt. Er studierte Theologie in Greifswald und Halle und wurde an beiden Orten im Wingolf aktiv. Später (1919) bekam er auch das Band des Breslauer Wingolf. Er war in den Jahren 1905 für etwa ein Jahr ordentlicher Pfarrer in Jägernhof-Bromberg. Von 1906 bis 1912 war Viebig Pfarrer in Sagan. Ab 1. August 1912 war er schließlich Pfarrer in der Pauluskirche in Breslau. In dieser Anstellung, die er bis zu seinem Tod innehatte, war er Kollege von Kurt Bornitz, der ebenfalls ein Gegner des Nationalsozialismus war und gegen Kriegsende von der SS ermordet wurde.
Von 1933 an war Viebig Mitglied des Bruderrates des Pfarrernotbundes, ab 1934 Vorsitzender des Provinzialbruderrates und von 1934 bis 1936 auch Mitglied des Reichsbruderrates, des Leitungsgremiums des Pfarrernotbundes. Vom 10. Mai 1935 bis zum 24. Mai 1935 war er Präses der Vorläufigen Schlesischen Synode. Als sich die Synode 1936 spaltete, gehörte er zur Christophorisynode. Als Theologe war er eher vom Neuluthertum geprägt. Daher lehnte er das Synodalprinzip als eine reformierte Konstruktion ab und betonte die Bedeutung des Bischofsamtes. So beeinflusste er auch Bischof Zänker dabei, sich mit der schlesischen Provinzialkirche dem Lutherrat anzuschließen und eine Einigung der deutschen lutherischen Landeskirchen zu einer einheitlichen lutherischen Kirche anzustreben. Viebig starb nach urologischer Behandlung am 7. August 1940 im Krankenhaus Helenenheim in Bad Wildungen. Er war seit mindestens 1916 Mitglied der Schlesischen Gesellschaft für vaterländische Kultur.
Paul Viebig war vom 29. Mai 1917 bis zu seinem Tod mit Anny Marie Mathilde Auguste Viebig, geborene Buchwald, verheiratet. Er ist der Vater von Johannes Viebig, dem späteren Pfarrer, Oberkirchenrat und Kreisdekan von Nürnberg, sowie von Joachim Viebig, Träger des Bundesverdienstkreuzes.